# 渡邊大輔
渡邊 大輔（わたなべ だいすけ、1971年8月11日- ）は、東京都出身の脚本家。

## 経歴
元々はバラエティ番組の構成作家としてデビューしたが、アニメのシナリオも手がけるマルチなライターである。同様の経歴を持つ脚本家・高橋ナツコがシリーズ構成を手がける作品に多く参加している。

## 主な作品

### バラエティ番組
- なるほど!ザ・ワールド
- 森田一義アワー 笑っていいとも!
- おはスタ
- 世界超密着TV!ワレワレハ地球人ダ!!
- ナミダメ
- アフリカのツメ

### アニメ

#### 脚本
- 巨人の星【特別篇】 猛虎 花形満（2002年） - 構成としてクレジット
- スパイラル －推理の絆－（2003年） - 第24話にて原案協力としてクレジット
- 探偵学園Q（2003年 - 2004年） - トリックスーパーバイザーも担当
- あたしンち（2004年 - 2009年） - 途中から参加
- 学園ヘヴン BOY'S LOVE HYPER!（2006年）
- 鋼鉄三国志（2007年）
- もやしもん（2007年） - ミニコーナー「菌劇場」脚本
- BLUE DROP 〜天使達の戯曲〜（2007年）
- ヤッターマン（2008年 - 2009年）
- 極上!!めちゃモテ委員長（2009年）
- ヒゲぴよ（2009年 - 2010年）
- 劇場版 ヤッターマン 新ヤッターメカ大集合! オモチャの国で大決戦だコロン!（2009年） - 高橋ナツコ、菱田正和と共同
- はなかっぱ（2010年）
- 裏切りは僕の名前を知っている（2010年）
- 極上!!めちゃモテ委員長 セカンドコレクション（2010年）
- ぬらりひょんの孫（2010年）
- 咎狗の血（2010年）
- NARUTO -ナルト- 疾風伝（2010年 - 2011年） - 途中から参加。後に降板
- BROTHERS CONFLICT（2013年）
- 戦国BASARA Judge End（2014年）
- BROTHERS CONFLICT OVA「本命」（2015年）
- スタミュ（2015年）
- ファンタシースターオンライン2 ジ アニメーション（2016年）
- ディバインゲート（2016年）
- ノルン+ノネット（2016年）
- モンスターハンター ストーリーズ RIDE ON（2016年 - 2018年）
- ゆゆ式 OVA「困らせたり、困らされたり」（2017年） - 高橋ナツコ、かおり、小倉充俊と共同
- スタミュ（第2期）（2017年）
- 喧嘩番長 乙女 -Girl Beats Boys-（2017年）
- ひなろじ〜from Luck & Logic〜（2017年）
- 異世界はスマートフォンとともに。（2017年）
- URAHARA（2017年）
- 剣王朝（2018年） - 台本文芸としてクレジット
- スタミュ（第3期）（2019年）
- エッグカー（2019年 - 2020年）
- SHOW BY ROCK!! ましゅまいれっしゅ!!（2020年）
- ツキウタ。 THE ANIMATION2（2020年）
- SHOW BY ROCK!! STARS!!（2021年）
- カードファイト!! ヴァンガード overDress（2021年）
- チート薬師のスローライフ〜異世界に作ろうドラッグストア〜（2021年）
- カードファイト!! ヴァンガード overDress Season2（2021年）
- ヴィジュアルプリズン（2021年）

### 映画

#### 脚本
- ボギー☆ザ・ヒーロー（2007年 YOSHIMOTO DIRECTOR'S 100 〜100人が映画撮りました〜） - ゴリと共同

### ゲーム

#### 脚本
- 千羽鶴（2006年）
- ナイトハイク（2007年）
- インスタントブレイン（2011年） - 成田順、二条凛と共同

### その他
- ボイスドラマ：大正夢探偵〜月に憑かれし者たち〜（2022年、脚本） - 柊アキラと共同
- Webtoon：殺し屋、出勤中。（2024年、構成・シナリオ協力）